# Šuško
Šuško je naslovni lik slovenske otroške slikanice Šuško in gozdni dan, ki jo je napisala Svetlana Makarovič. Knjiga je izšla leta 2007 pri založbi Miš. Zaenkrat v prvi izdaji in prvemu natisu, izdano v nakladi 650 izvodov. Knjigo je ilustrirala Daša Simčič.

## O delu
Pravljica Šuško in gozdni dan je kratka sodobna pravljica. Upošteva vse prvine pravljičnih elementov: stopnjuje napetost, se zaplete, a na koncu srečno, kot se za pravljico spodobi, tudi razplete. Po obsegu je dolga nekaj deset strani. Dogaja se v sodobnem, današnjem času, in sicer v vrtni utici, kjer mora deček napisati domačo nalogo. Potem pa se pravljica prenese v gozd, kamor dečka popeljejo sanje. Glavna književna oseba je sodobni mestni otrok, ki zaradi dolgočasja ob pisanju naloge zaspi. Odrasli liki v pravljici ne nastopajo, razen mama na koncu, ko dečka vpraša, če je že naredil domačo nalogo. Ostale živali, ki nastopajo v pravljici so personificirane, saj se z dečkom Šuškom pogovarjajo. Prav tako pa lahko rečemo, da so antropomorfizirane, saj imajo lastnosti človeka (se prepirajo, pretepajo, preklinjajo in kričijo). Pravljica prav tako v ospredje postavi problem odnosa med ljudmi, sprejemanje in upoštevanje pravice do drugačnosti. V njej nastopajo tudi pravljična oz. mitološka bitja in sicer škrat Kuzma. Svetlanine živalske zgodbice so značilne predvsem po humorju. Prav tako pa se v vsaki, kot tudi v tej pravljici, skriva neka poučna misel, ki vzpodbuja otroka k razmišljanju. Lastnosti Svetlaninih literarnih likov so običajno razposajenost, nagajivost, radovednost, igrivost in predvsem drugačnost. 
Pravljica je primerna za otroke, ki so na začetku spoznavanja osnovnih elementov branja, saj so stavki v pravljici kratki in jasni. Prav tako pa otroka lahko ta pravljica malce domišljijsko vznemiri, na koncu pa ga srečen konec čustveno pomiri.

### Vsebina
Šuško je prijazen, majhen fantič, ki se nekega toplega majskega popoldneva odloči, da v vrtni utici napiše domačo nalogo. Napisati mora spis z naslovom »Kaj se dogaja v gozdu«. Nenadoma pa njegove veke postajajo zmeraj težje, glava mu omahne na prazno stran v zvezku in Šuško odpotuje v svet sanj. Vanj ga povabi govoreča miška – Sapramiška. Šuško, že po naravi zelo radoveden fantek, steče za njo, a ta brez sledu izgine. Deček jo začne iskati in ugotovi, da je v gozdu nekaj zelo hudo narobe. Živali se prepirajo, pretepajo, preklinjajo in kričijo. Šuško jih poskuša pomiriti, ker pa nič ne zaleže, se odpravi naprej iskat Sapramiško. Sreča razjarjeno veverico, ki se jezi sama nase, ker se ne spomni, kam je skrila svojo zalogo žira. Na poti po gozdu sreča še veliko živali, ki pa se vse prepirajo med seboj. Ptiči se s kljuni tolčejo po glavah, ježi poskušajo nabosti drug drugega na bodice, lisica hoče odgrizniti lisjaku rep, polhi se kot obsedeni klofutajo ... Ves prestrašen in žalosten se želi vrniti domov, a v gozdu se je že stemnilo. Šuška postane pošteno strah, saj je gozd vse temnejši in gostejši, on pa je le navaden, čisto majhen, človeški mladiček. Naenkrat izza košate smreke zasliši škodoželjen smeh. Zagleda slavnega škrata Kuzmo, ki kadi lončeno pipo, iz katere se vali oranžen dim. Ugotovi, da je škrat kriv za zmedo v gozdu. Živali so se mu zamerile, ker so ga zmerjale z opazkami, da smrdi, ker se ne umiva. Za talko si privošči Sapramiško. Z oblačkom oranžnega dima po gozdu širi jezo, sovraštvo in zamerljivost. Živalim puha strupeni dim v kljunčke in smrčke in tako so vse sprte med seboj. Šuško se odloči, da bo temu naredil konec. Tudi gozdnim mravljam škrat Kuzma ni všeč, saj jim neprestano podira mravljišča. Zberejo se skupaj in se kot reka mravelj zgrnejo nad škrata. Škrat prosi Šuška naj ga reši, a deček mu ne pomaga dokler ne obljubi, da ne bo več razdiral mravljišč, in da bo odčaral zaroto. Kuzma izpusti Sapramiško in med živali puhne protistrupni oblaček modrega dima. Vsi v trenutku postanejo dobre volje in se objamejo. Živali se škratu opravičijo zaradi norčevanja. V gozdu zavlada veselje in vsi postanejo dobre volje, na dečka pa pozabijo. Šuško se nato prebudi z licem na zvezku, čez nos mu molčeče leze mravlja, ki pa nič ne reče, saj mravlje ne govorijo.

## O glavnem literarnem liku
Glavni lik je majhen fantek z imenom Šuško. Kot je značilno za Svetlano Makarovič je tudi temu liku dodelila nenavadno ime. Takšno ime naj bi pisateljica izbrala zato, ker izgovorjava šumnikov najmlajšim bralcem povzroča težave. Tudi sama je omenila, da je ta knjiga ena izmed redkih, ki je napisana izključno za otroke. Zato je zgodba idealna vaja za otroke, ki težje izgovarjajo šumnike. Šuško je prijazen, po naravi radoveden junak, ki ima rad živali. Ima same dobre lastnosti. Prijazen je do živali, rad se umiva, na vsak način poskuša rešiti svojo prijateljico Sapramiško in ostale gozdne živali. To pa mu na koncu tudi uspe. Celo hudobnega škrata z ukano spreobrne v dobrega in bolj čistega. Vsak otrok se lahko hitro vživi v Šuška, saj predstavlja navadnega dečka, ki ni niti najmanj hudoben. Je tudi zelo ranljiv, saj je le navaden »človeški mladič«. Ko ga postane strah se tako kot vsak otrok zjoče. Močno je tudi prizadet, ko se živali norčujejo iz njega in ko na koncu nanj celo pozabijo. Nekako ga ne sprejmejo medse, saj je le navaden človeški mladič. Celotni svet je obrnjen na glavo, saj so živali v večini in se med seboj prepirajo ter so hudobne, ljudje pa so v manjšini in so prijazni – torej Šuško. V resničnem svetu pa je drugače in so običajno ravno ljudje nesramni do živali. V pravljici je vsekakor poudarjen odnos ljudi do živali, oz. vsaj kakšen bi moral biti in pa tudi odnos med živalmi, ki pa predstavljajo ljudi v današnjem času. Celotna gozdna se zgodba odvija v dečkovih sanjah. Na koncu je zopet v realnem svetu, kjer mravlje ne govorijo in mora na žalost napisati domačo nalogo.